# Noord-Duits voetbalkampioenschap 1917/18
In 1917/18 werd het twaalfde voetbalkampioenschap gespeeld dat georganiseerd werd door de Noord-Duitse voetbalbond.
Er namen geen individuele teams deel maar vertegenwoordigende teams per regio of stad. Hamburg-Altona werd kampioen, er was geen verdere eindronde om de Duitse landstitel.

## Kwalificatie
| Team 1       | Uitslag | Team 2         |
| ------------ | ------- | -------------- |
| Braunschweig | 1:5     | Hannover       |
| Bremen       | 1:7     | Wilhelmshaven  |
| Unterweser   | 0:1     | Nordhannover   |
| Mecklenburg  | 1:2     | Hamburg-Altona |
| Lübeck       | Forfait | Kiel           |

## Tussenronde
| Team 1        | Uitslag | Team 2 |
| ------------- | ------- | ------ |
| Wilhelmshaven | 10:0    | Lübeck |

## Halve Finale
| Team 1         | Uitslag | Team 2        |
| -------------- | ------- | ------------- |
| Hamburg-Altona | 4:0     | Nordhannover  |
| Hannover       | 2:3     | Wilhelmshaven |

## Finale
| Team 1         | Uitslag | Team 2        |
| -------------- | ------- | ------------- |
| Hamburg-Altona | 9:1     | Wilhelmshaven |